# سرتنگه (سوادکوه)
سرتنگه، روستایی از توابع بخش مرکزی شهرستان سوادکوه در استان مازندران ایران است. در این روستا باغات گردو، گیلاس و زمین های شالیزاری وجود دارد.

## جمعیت
این روستا در دهستان راستوپی قرار دارد و براساس سرشماری مرکز آمار ایران در سال ۱۳۸۵، جمعیت آن ۱۰ نفر (۵خانوار) بوده‌است.